# Machlolophus xanthogenys
Bạc má mày đen (tên khoa học Machlolophus xanthogenys), còn gọi là Bạc má mày đen Himalaya, là một loài chim trong họ Bạc má.
Đây là loài sinh sản định cư ở Himalaya. Giống ở bán đảo Ấn Độ đã được tách thành Parus aplonotus bởi Rasmussen và Anderton (2005). Nó là một loài chim phổ biến trong các khu rừng nhiệt đới mở, nhưng không hiện diện ở Sri Lanka. Nó là một loài ưa hoạt động và nhanh nhẹn, ăn côn trùng và nhện tán, và đôi khi trái cây.